# Hugh Austin Curtis
Pour les articles homonymes, voir Curtis.
Hugh Austin Curtis (3 octobre 1932-27 mai 2014) est un homme politique canadien de la Colombie-Britannique. Il est député provincial progressiste-conservateur de Saanich and the Islands de 1972, ainsi que député créditiste 1974 à 1986.

## Biographie
Né à Victoria en Colombie-Britannique, Curtis étudie sur place. Il commence une carrière politique en servant comme maire de Saanich de 1964 à 1973.
En 1974, il quitte le caucus progressiste-conservateur pour se rallier au caucus créditiste. Il sert comme ministre des Affaires municipales (1975-1978), ministre de l'Habitation (1975-1976), comme Secrétaire provincial (1978-1979 et 1986), ministre des Finances (1979-1986) et ministre de la Gestion des Services gouvernementaux (août-nov. 1986),.
Il est récompensé du Freeman of Saanich distinction en 2002.
Curtis meurt d'un cancer dans un hôpital de Victoria en mai 2014 à l'âge de 81 ans,.